# (4086) Podaliri
(4086) Podaliri és un asteroide pertanyent als asteroides troians de Júpiter descobert el 9 de novembre de 1985 per Liudmila Vasílievna Zhuravliova des de l'Observatori Astrofísic de Crimea, en Naúchni.
Inicialment es va designar com 1985 VK2. Més endavant, en 1993, va rebre el seu nom de Podaliri, un personatge de la mitologia grega.

## Característiques orbitals
Orbita a una distància mitjana de 5,253 ua del Sol, podent acostar-se fins a 4,615 ua i allunyar-se fins a 5,891 ua. La seva excentricitat és 0,1214 i la inclinació orbital 21,72 graus. Triga a completar una òrbita al voltant del Sol 4397 dies.

## Característiques físiques
La magnitud absoluta de Podaliri és 9,1. Té un diàmetre de 86,89 km i un període de rotació de 10,43 hores. Té una albedo estimada de 0,0536.